# グロース・メッケルゼン
グロース・メッケルゼン (ドイツ語: Groß Meckelsen) は、ドイツ連邦共和国ニーダーザクセン州のローテンブルク（ヴュンメ）郡に属す町村（以下、本項では便宜上「町」と記述する）で、ザムトゲマインデ・ジッテンゼンを構成する自治体の一つである。

## 地理
グロース・メッケルゼンの町域の西部はオステ川に接している。首邑の他、クーミューレン集落がこの町に属す。

## 行政

### 議会
この町の町議会は7議席からなる。

## 経済と社会資本

### 交通
この町を連邦アウトバーンA1号線が通っている。最寄りのインターチェンジはジッテンゼンにある。

## 引用
1. ↑  Landesamt für Statistik Niedersachsen, LSN-Online Regionaldatenbank, Tabelle A100001G: Fortschreibung des Bevölkerungsstandes, Stand 31. Dezember 2023